# Кізерит
Кізерит (рос. кизерит; англ. kieserite; нім. Kieserit m) — мінерал класу сульфатів.

## Загальний опис
Хімічна формула: Mg[SO4]•H2O.
Містить (%): MgO — 28,99; SO3 — 57,97; H2O — 13,04.
Сингонія моноклінна.
Твердість 3,75;
Густина 2,57.
Блиск скляний.
Крихкий.
Безбарвний або сірувато-білого, жовтуватого кольору з скляним блиском.
Поширений мінерал соляних родовищ, характерний мінерал морських евапоритів. Руда магнію.
Використовують для одержання магнію та епсоміту.
Основний метод збагачення — флотація з карбоновими кислотами, алкілсульфатами.
Назва від прізвища німецького вченого Д.Кізера (D.G.Kieser, 1779-1856).
В Україні є в Передкарпатті (Калуш, Стебник).